# Fortnite
Fortnite ist ein Koop-Survival-Shooter, der von People Can Fly und Epic Games entwickelt wurde und durch einen kostenlosen, auf dem Battle-Royale-Genre basierenden Standalone-Modus, Fortnite Battle Royale, seine Popularität erlangte. Der Third-Person-Shooter erschien am 25. Juli 2017 weltweit für PlayStation 4, Xbox One und Windows. Später erschien eine chinesische Version mit Einschränkungen, die aber mittlerweile vom Entwickler zurückgezogen wurde.
Fortnite Battle Royale erschien am 26. September 2017. Im März 2018 wurde Fortnite Battle Royale ebenfalls für Apple-iOS-Geräte im Rahmen eines Invite-Events veröffentlicht. Mit dem Veröffentlichen der iOS-Version wurde ein optionales Crossplay zwischen den Plattformen eingeführt. Aufgrund von Sonys Richtlinien konnten anfangs PS4-Spieler nicht mit Xbox-Spielern zusammenspielen. Im September 2018 lenkte Sony nach großem Protest aus der Spielerbasis ein und ermöglichte Fortnite Battle Royale als erstes PS4-Spiel Crossplay und Cross-Progression mit allen konkurrierenden Plattformen. Seit der Einführung von Bots und Skill-Based-Matchmaking im Oktober 2019 ist Crossplay standardmäßig aktiviert. Die Android-Version des Battle-Royale-Ablegers erschien Anfang August 2018. Im Juni 2018 wurde Fortnite Battle Royale für Nintendo Switch veröffentlicht. Eine Version für die Xbox Series und PlayStation 5 wurde an deren jeweiligen Veröffentlichungsterminen verfügbar.

## Spielmodi

### Rette die Welt
Nach einer globalen Katastrophe sind 98 % der Menschheit verschwunden und stattdessen streunen Zombies durch die Gegend. Der Spieler und (wenn vorhanden) sein Team sollen Beute sammeln, um damit eine Festung zu errichten und diese vor den in der Nacht erscheinenden Zombies zu verteidigen. Man kann diesen Modus auch alleine spielen. Der Modus ist kostenpflichtig. Bei der Modi-Auswahl war bis zum Patch 9.0 zu lesen, dass der „Rette die Welt“-Modus künftig kostenlos sein werde, was aber zusammen mit der visuellen Bearbeitung der Modi-Auswahl entfernt wurde. Am 30. Juni 2020 wurde die Early Access beendet, aber es wurde entschieden, den Modus weiterhin kostenpflichtig anzubieten.

### Battle Royale
In diesem kostenlosen Modus (Free-to-play) treten bis zu 100 Spieler entweder alleine oder in Teams von bis zu vier Spielern gegeneinander an. Der letzte Überlebende, beziehungsweise das letzte überlebende Team, gewinnt.
Zu Beginn einer Runde springen alle Spieler aus dem Battle Bus über derselben Karte ab und sind nur mit einer Spitzhacke ausgerüstet, mit der sie die Baumaterialien Holz, Stein und Metall abbauen können und Spielern pro Schlag 20 (vormals 10) Lebenspunkte abziehen können. Mit den so gesammelten Materialien können Wände, Treppen, Böden und weitere Gebäudeteile errichtet werden, die Schutz vor den Gegnern und deren Schüssen bieten oder die benutzt werden können, um Hindernisse zu umgehen. Waffen und andere nützliche Gegenstände sind auf der Karte verteilt und können vom Spieler aufgehoben werden. Es gibt dabei sieben Klassen von Waffen, die Gegnern unterschiedlich viel Schaden zufügen und unterschiedlich schnell nachgeladen werden können: gewöhnlich (grau), ungewöhnlich (grün), selten (blau), episch (violett), legendär (orange), mythisch (gold) und exotisch (türkis). Eine größere Anzahl an Gegenständen ist in Vorratslieferungen, sogenannten Lootdrops, die in geringer Anzahl vom Himmel fallen, enthalten. Außerdem gibt es Piñata-Lamas, die je 350 (vormals 500) Materialien von jeder Sorte sowie Items wie Tränke, Fallen oder Sprungflächen, jedoch keine Schusswaffen enthalten. Kisten findet man vor allem in Gebäuden. Nach wenigen Minuten zieht ein Sturm auf der Karte auf, der die bespielbare Fläche (das „Auge des Sturms“) kreisförmig von außen nach innen immer weiter verkleinert, sodass die Spieler zusammengetrieben werden, wodurch es mit zunehmender Spieldauer praktisch keine andere Möglichkeit mehr gibt, als sich den gegnerischen Spielern zu stellen und sie im Kampf auszuschalten. Hierbei hat das Bausystem eine große Bedeutung. Das Schusssystem ist zufallsbasiert, da der erste Schuss mit den meisten Waffen eine Genauigkeit von 100 % aufweist, auf welchen Schüsse mit variabler Streuung folgen.
Im Battle-Royale-Modus werden hin und wieder zeitlich begrenzte Events veröffentlicht, welche meist beim selben 100-Spieler-Prinzip unterschiedliche Sonderaufgaben stellen. Einige Beispiele dafür sind der 50-vs-50-Modus, Modi, in welchen nur bestimmte Waffen erscheinen (z. B. Scharfschützengefecht, Hochexplosiv) oder Runden, in denen nur goldene, besonders gute und starke, Waffen im Spiel sind (Pures Gold). Diese Modi sind nach dem Datum der Veröffentlichung je zwei Wochen spielbar.

### Fortnite Reload
Dieser Spielmodus ist ähnlich aufgebaut wie Fortnite Battle Royale, nur dass man im Solo-Modus zwei Reboots hat, die den Spieler nach dem Tod mithilfe eines Rifts wieder in das Spiel holen. Wenn man beide dieser Reboots verbraucht hat, ist man aus dieser Runde ausgeschieden. Anders als in Battle Royale treten statt 100 lediglich 40 Spieler auf einer speziellen Karte gegeneinander an, die kleiner und kompakter aufgebaut ist. Außerdem ist der Lootpool in diesem Spiel anders. Aus Kisten gewinnt man andere Arten von Waffen, und außerdem gibt es eine geringe Wahrscheinlichkeit, eine mythische oder exotische Waffe zu erhalten, welche einen höheren Schaden verursachen als die normalen. Exotische Waffen haben immer eine spezielle Fähigkeit, wie z. B. der Shadow Tracker, der getroffene Spieler für eine bestimmte Zeit markiert, sodass man diese auch durch Wände hindurch sehen kann.

### Kreativmodus
Ein Kreativmodus wurde am 6. Dezember 2018 mit dem Beginn der 7. Season des Battle-Royale-Modus für Battle-Pass-Spieler gestartet. Bei diesem Modus hat jeder Spieler Zugang zu mehreren privaten Inseln, die bebaut und bearbeitet werden können und auf denen anschließend gespielt werden kann. Diese Maps werden in Form von User-generated content mit anderen Spielern geteilt.
So haben die Spieler zum Beispiel die Möglichkeit, vorgefertigte Gebäude, Fahrzeuge, Waffen, Kisten, Verbrauchsgegenstände und sonstige Objekte zu platzieren und die Einstellungen für das kommende Spiel festzulegen. Gespielt werden kann dann in den Spielmodi Free For All, Cooperative und Deathmatch. Mit dem Handy im Inventar des Baumodus lassen sich ebenfalls einzelne Objekte bearbeiten, kopieren und löschen. Des Weiteren haben die Spieler die Möglichkeit, die Maps anderer Nutzer zu verwenden und zu spielen. Sowohl das Bauen als auch Spielen geht alleine oder mit mehreren Spielern.
Seit dem 13. Dezember steht der Spielmodus auch Spielern kostenlos zur Verfügung, die keinen Battle Pass besitzen. Der Kreativmodus wurde von Spielern genutzt um eigene Minispiele zu schaffen und Maps z. B. Nuketown aus Call of Duty nachzubauen.
Im Laufe der Jahre hat sich die Auswahl an verfügbaren Maps und Spielmodi innerhalb des Kreativmodus extrem vergrößert. Dies kommt vor allem dadurch zu Stande, weil die Maps im Kreativmodus von Spielern erstellt werden und jeder Spieler die Möglichkeit hat, seine eigenen Maps mit verschiedensten Spielmodi zu erstellen und auch zu veröffentlichen, sodass andere Spieler diese spielen können. Dies entwickelte sich seit der Ankündigung von Creative 2.0 am 22. März 2023 durch Epic Games sogar zu einem lukrativen Geschäftsmodell, da die Creator, also die Eigentümer und Entwickler der einzelnen Maps im Kreativmodus, nun Geld dafür bezahlt bekommen, dass Spieler die eigene Map spielen. Dabei teilt Epic Games 40 % der Einnahmen aus dem Item-Shop auf alle zur Verfügung stehenden Maps und Spielmodi auf, also auch auf seine eigenen wie den Battle Royale Modus. Die Bezahlung wird anhand der Popularität und der Spieler-Beibehaltung, also wie oft ein Spieler in dem Modus verbleibt und wie oft er zurückkehrt, bemessen. Durch das Bezahlsystem verdienen die Creator von erfolgreichen Maps, wie die französische Gaming-Organisation „Army Units“, die Mitte 2023 die erste Only Up Map in Fortnite erstellt haben, mehrere Millionen US-Dollar.

### Lego Fortnite
Seit dem 7. Dezember 2023 (Chapter 5, Season 1) ist das Survival-Crafting-Adventure Lego Fortnite spielbar. Hierbei handelt es sich um eine Kooperation mit dem bekannten Spielzeughersteller Lego. In einem Open-World-Szenario können (ähnlich wie beim populären Spiel Minecraft) in verschiedenen Biomen Ressourcen gesammelt und gebaut werden. Es existieren zwei verschiedene Modi, wobei der eine lediglich das Bauen beinhaltet, während beim zweiten Modus auch Gegner und bösartige Tiere warten. Es ist möglich, Spielfreunde auf die eigene Welt zu holen und mit ihnen gemeinsam das Terrain zu erkunden und zu bespielen. Für den Modus wurden die Fortnite-Skins in Lego-Figuren überführt; mit dem Start des Modus wurden 1.200 verschiedene Lego-Figuren freigeschaltet.

### Rocket Racing
Ebenfalls seit Chapter 5, Season 1 ist der Arcade-Racing-Modus Rocket Racing vorhanden. Er wurde am 8. Dezember 2023 freigeschaltet. In Kooperation mit Rocket League wurde ein klassisches Rennspiel entwickelt, bei dem man unter Verwendung von Turbo- oder Drift-Booster über den Asphalt rast, an der Decke oder den Wänden entlang fährt und sogar kurze Strecken fliegen kann. Seit dem 12. Oktober 2024 bekommt Rocket Racing keine thematischen Updates mehr. Neue Strecken, Ranked-Phasen, Aufträge und zusätzliche Gegenstände für die Autos wird es aber weiterhin geben.

### Fortnite Festival
Einen weiteren Tag später, also am 9. Dezember 2023, wurde der Musikmodus Fortnite Festival aktiviert. In diesem Modus sind mehrere Dinge möglich. So können Konzerte bekannter Künstler verfolgt werden, außerdem ist es möglich, selbst alleine oder als Band auf der Bühne zu stehen. Der Modus wurde in Zusammenarbeit mit Harmonix entwickelt.

### Fortnite Ballistic
Am 11. Dezember 2024 wurde der Spielmodus Ballistic im Early Access veröffentlicht. Hierbei handelt es sich um einen rundenbasierten 5-gegen-5-Taktik-Shooter in der Ego-Perspektive. Eines der Teams muss hierbei ein Risspunktgerät platzieren, während das andere Team dies aufspüren und entschärfen muss. Während der Runde verdienen die Spieler Credits, mit welchen sie sich zwischen den Runden verschiedene Upgrades, Waffen und Granaten kaufen können. Wird man in einer Runde eliminiert, kann man bis zum Beginn der nächsten Runde nicht wiederbelebt werden. Das Team, das als erstes 7 Runden gewinnt, gewinnt das Spiel. Ein Unentschieden ist nicht möglich, da bei einem 6 zu 6 eine entscheidende letzte Runde gespielt wird.

### Fortnite OG
Der Spielmodus OG wurde als dauerhafter Spielmodus am 6. Dezember 2024 veröffentlicht. In ihm wird auf früheren Battle-Royal-Inseln aus Chapter 1 mit den damaligen Waffen und Ausrüstungsgegenständen gespielt; erneuert wurde lediglich das Movement.

## Ingame-Währung
Im Battle-Royale-Modus gibt es eine eigene Währung, die sogenannten V-Bucks. Diese können im Spiel für Echtgeld erworben oder durch Missionen im PVE-Modus „Rette die Welt“ gesammelt werden, wobei letzteres einige Zeit in Anspruch nehmen kann. Durch den Verkauf von V-Bucks nahm der Spielekonzern Epic Games im Mai 2018 296 Millionen Dollar ein.

## Entwicklung
Im März 2023 veröffentlichte Epic Games mit dem „Unreal Editor für Fortnite“ (UEFN) eine modifizierte Version des Editors der Unreal Engine 5. Die Anwendung ermöglicht Spielern das Erstellen und Veröffentlichen eigener Spielinhalte und Spielmodi in der eigenen Skriptsprache „Verse“.

## Rezeption
Fortnite wurde von der Presse überwiegend positiv wahrgenommen. Die Online-Datenbank Metacritic, welche Testberichte einschlägiger Medien sammelt und aggregiert, berechnete für die PC-Fassung des Spiels einen Metascore von 81 von 100 möglichen Punkten. Karsten Scholz von PC Games verweist auf die typischen Mängel eines Free-to-play-Titels, attestiert Fortnite aber dennoch einen hohen Spaßfaktor. Auf der Nintendo Switch sei das Spielerlebnis aufgrund technischer und inhaltlicher Einschränkungen etwas schwächer zu bewerten. Robin Rüther von GameStar und Georg Pichler von Der Standard finden den Bauaspekt und die Cartoon-Grafik spannend, aber sagen auch, dass sie nichts für jeden seien und daher auch nicht mit dem mehr auf Realismus setzenden PlayerUnknown’s Battlegrounds zu vergleichen seien. Stattdessen werden mehr jüngere und Gelegenheitsspieler angesprochen.
Der Tagesspiegel berichtete aus der Perspektive eines Fortnite-Spielers und der seiner Mutter über ihren gemeinsamen ersten Besuch auf der Gamescom 2018 in Köln. Als Reaktion auf diesen Artikel verfasste ein Informatiker getrennte Briefe an Mutter und Sohn, wobei letzterer wiederum vom Tagesspiegel abgedruckt wurde. Das Spiel etablierte und verbesserte einige Games-as-a-Service-Aspekte, die von anderen Spielen übernommen worden sind. Der CEO Strauss Zelnick von 2K Games sieht dies allerdings anders und findet die Trennung zwischen dem Gameplay und Verkaufsmodell wichtig. Eine Untersuchung von zwei Ökonomen der Europa-Universität Viadrina hat sich mit den Geschäftsmodellmustern von Fortnite beschäftigt und ist zu dem Ergebnis gekommen, dass die dort zugrundeliegenden Geschäftsmodellmuster auch für andere Videospiele von hoher Relevanz sind. Anfang 2021 ist auf Basis der Untersuchung in den USA Klage gegen Epic Games eingereicht worden, da die in Fortnite vorhandenen Methoden, vor allem jene des Ingame-Shops, Kinder manipulieren würden.
Eine wesentliche Marketing-Strategie von Fortnite sind Crossover in Form von zeitlich-begrenzten Events oder Skins zu anderen Medien, Künstlern, Filmen und Videospielen. Im Dezember 2019 gab es zum Beispiel ein großes Star-Wars-Event zum neuen Kinofilm Star Wars: Der Aufstieg Skywalkers.

### Verkaufs- und Spielerzahlen
Am 26. Juli 2017 wurde von Fortnite der Verkauf von über 500.000 digitalen Vorbestellungen verkündet. Am 18. August 2017 bestätigte Epic Games, dass sie die Marke von einer Million Spieler erreicht haben. Der „Free-to-play-Battle-Royale-Modus“ des Spiels erreichte zwei Wochen nach seiner Veröffentlichung über 10 Millionen Spieler. Im November 2017 waren es über 20 Millionen Spieler. Im Juni 2018 bestätigte Epic Games, dass über 100 Millionen Spieler aktiv Fortnite spielen. Ende November waren es bereits über 200 Millionen. Damit ist das Spiel das Computerspiel mit den meisten Online-Spielern. Das Spiel ist besonders bei Kindern und Jugendlichen populär, da es inhaltlich wenig Gewalt und optisch Cartoongrafik enthält, während es durch sein Sandbox- und Crafting-Prinzip an Spiele wie Minecraft erinnert. So ist es bei den unter 18-Jährigen auf Platz 1 der beliebtesten Spiele, während die Beliebtheit mit zunehmendem Alter stark abnimmt.
Im Jahr 2018 erwirtschaftete Epic Games 3 Milliarden US-Dollar, wovon der größte Teil auf Fortnite zurückzuführen ist. Investoren gaben bis zum Oktober 1,25 Milliarden US-Dollar für Epic aus. Der Rekord liegt bei über 10,7 Millionen gleichzeitigen Spielern. Laut Marktforschungsinstitut SuperData erwirtschaftete Fortnite im Mai 2019 über 203 Millionen US-Dollar. Im März 2019 verzeichnete das Spiel über 250 Millionen registrierte Spieler, 35 % davon weiblich. Im Mai 2020 wurde die Zahl von 350 Millionen registrierten Spielern bekannt gegeben. Innerhalb von zwei Jahren nach seiner Einführung hat Fortnite 9 Milliarden US-Dollar Umsatz generiert. Im Jahr 2020 betrug der Umsatz 5,1 Milliarden US-Dollar, das ist ein Anstieg von 1,4 Milliarden US-Dollar gegenüber 2019.
Am 4. November 2023, während der Fortnite OG Season, wurde mit 44,7 Millionen gleichzeitigen Spielern ein neuer Rekord aufgestellt. Diese Zahl veröffentlichte Epic Games selbst am 5. November 2023 auf Twitter. Diese 44,7 Millionen Spieler spielten aufsummiert 102 Millionen Stunden an nur einem Tag.

### Kollaborationen und Crossover
Epic Games arbeitet immer wieder mit anderen Unternehmen zusammen, um deren Charaktere oder Produkte in Fortnite darzustellen. Somit sind zahlreiche Charaktere aus dem Marvel-Universum, wie Iron Man, Thanos und Deadpool als Outfits im Battle Pass oder im Item Shop käuflich zu erwerben. Aus dem konkurrierenden DC-Universum gibt es Outfits wie Aquaman, Joker und Raven. Weiter sind Filmfiguren wie John Wick, einige Star-Wars-Charaktere und die Ghost Busters im Spiel. Charaktere aus Serien wie Rick and Morty, Stranger Things und The Walking Dead sind ebenfalls als Outfit erhältlich. Des Weiteren finden sich auch Skins aus anderen Games wie Kratos aus God of War, Master Chief aus Halo und Chun-Li aus Street Fighter. Schließlich kooperierte Fortnite auch mit einigen Sportlern, darunter LeBron James, Marco Reus, Neymar und einigen Musikern, beispielsweise J Balvin, Marshmello und Ariana Grande. Zusätzlich fügt Epic Games dem Spiel mittels der Ikonen-Reihe Emotes mit Musik von populären Künstlern wie BTS, Drake und The Weeknd hinzu. Ebenfalls innerhalb der Ikone-Reihe erscheinen Tänze, die zuvor auf TikTok bekannt wurden.

### Öffentliche Wahrnehmung und Netzkultur

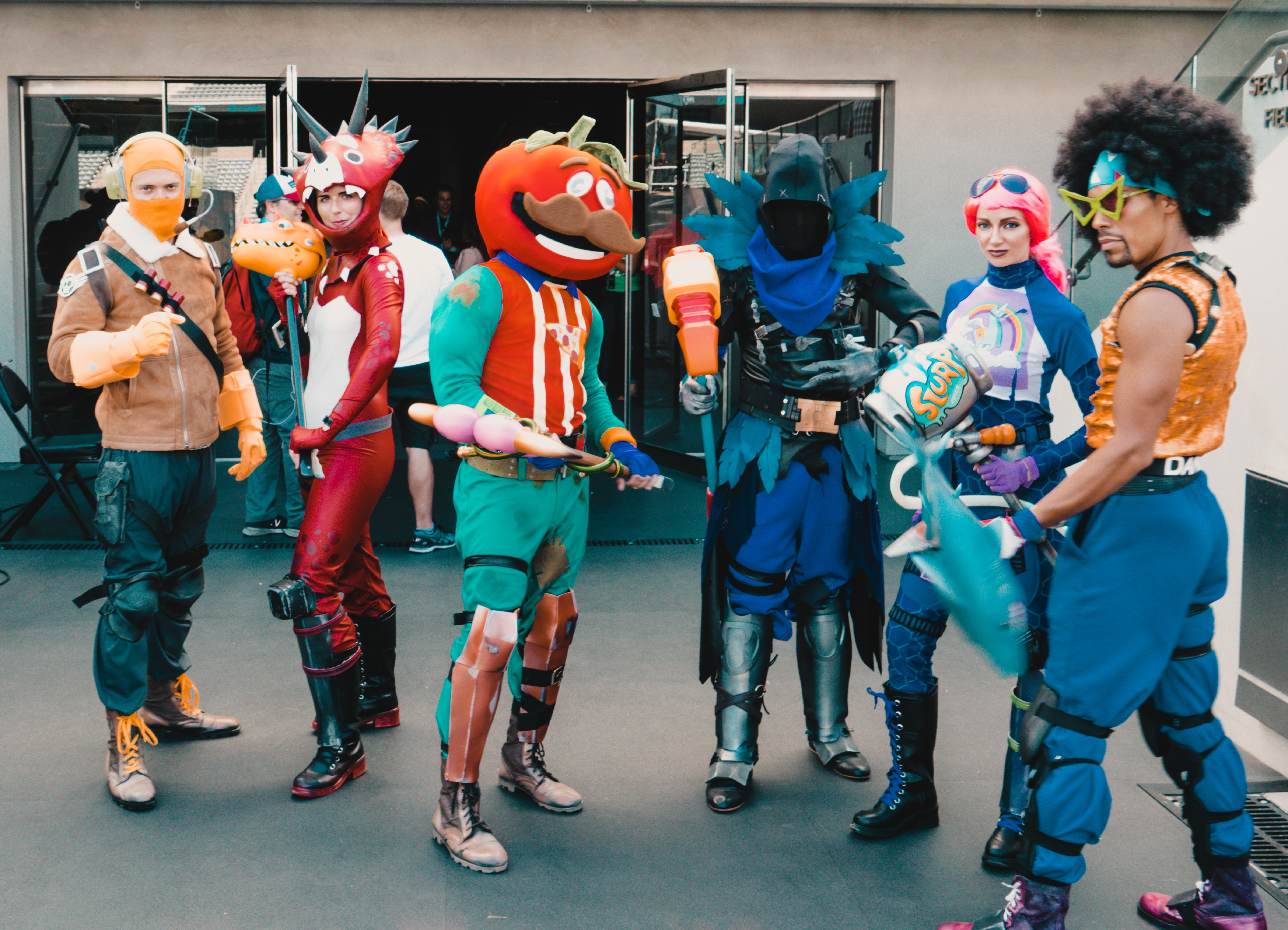
Fortnite-Cosplayer auf der Electronic Entertainment Expo (E3) 2018

#### Tänze
Die Tänze aus dem Spiel wurden teilweise von Musikern, Moderatoren und Sportlern übernommen, wie dem Fußballspieler Antoine Griezmann im Endspiel der Fußball-Weltmeisterschaft 2018 in Russland. Schauspieler Alfonso Ribeiro, bekannt als Carlton aus Der Prinz von Bel-Air, verklagte Epic 2018, weil sie seinen Tanz ohne Genehmigung in das Spiel eingebaut hätten. Ebenfalls beschwerten sich der Rapper 2 Milly und der Scrubs-Darsteller Donald Faison über ein unautorisiertes Verwenden ihrer Tänze. Bekannt ist insbesondere der Tanz Floss, der aus dem Musikvideo zu Katy Perrys Lied Swish Swish aus dem Jahr 2017 stammt.

#### Streaming Media
Fortnite zählte im Jahr 2018 zu dem beliebtesten Spielen auf den Videoplattformen YouTube und Twitch und bietet auch Kooperationsangebote für größere Persönlichkeiten auf diesen Plattformen an. Daher wurde das Spiel auch ausführlich im YouTube-eigenen Jahresrückblick YouTube Rewind 2018 behandelt, was bei den Zuschauern für Kritik sorgte und mit dazu beitrug, dass das Video zu einem der schlechtestbewerteten auf YouTube wurde. Das Video fühle sich wie ein Werbevideo für Fortnite an und die dort zu sehenden Tänze würden teilweise Fremdscham erwecken.

#### Virtuelle Konzerte
Der Musiker Marshmello nutzte das Spiel zweimal für ein Live-Konzert und erreichte im Februar 2019 so 10 Millionen Menschen und einem zweiten Auftritt parallel zur Weltmeisterschaft 2019 fast 300.000 Menschen. Ende April 2020 wurde ein Konzert im Spiel mit dem Rapper Travis Scott von rund 27,7 Millionen Spielern verfolgt. Der Auftritt wurde von visuellen Effekten begleitet, die die Spielwelt psychedelisch und surreal erscheinen ließen. Mit rund 12,3 Millionen gleichzeitigen Spielern erreichte Fortnite die bisher höchste gleichzeitige Spielerzahl. Zwischen dem 9. und 11. Mai 2020 fanden außerdem Konzerte der DJs Dillon Francis, Steve Aoki und deadmau5 statt, um das Erreichen von 350 Millionen Spielern zu feiern sowie den neuen Party-Modus, in welchem Spieler sich nicht bekämpfen können. Die deutsche Punkband The Screenshots veröffentlichte ein Musikvideo in Form eines Machinima mit Fortnite. An Halloween 2020 fand ein Konzert von J Balvin innerhalb des Party-Spielmodus statt. Vom 7.–9. August 2021 fand das erste Konzert der Rift-Tour statt, Headlinerin war Ariana Grande, es wurden ebenfalls Lieder von Marshmello abgespielt.

### Auszeichnungen
Eurogamer platzierte das Spiel auf Platz 32 auf ihrer Liste der „Top 50 Games of 2017“. Es wurde auch nominiert für „Best Co-op Game“ in PC Gamer’s 2017 Game of the Year Awards, und für „Best Spectator Game“ in IGN’s Best of 2017 Awards.
| Jahr | Auszeichnung                      | Kategorie(n) | Ergebnis  |
| ---- | --------------------------------- | --- | --------- |
| 2017 | The Game Awards                   | Best Multiplayer (Bestes Mehrspielerspiel)                                                                                        | Nominiert |
| 2018 | 16. Visual Effects Society Awards | Outstanding Visual Effects in a Real-Time Project (A Hard Day’s Night) (Herausragende Visuelle Effekte in einem Echtzeit-Projekt) | Nominiert |
| 2018 | 21. Annual DICE Awards            | Outstanding Achievement in Online Gameplay (Herausragende Leistung im Mehrspielermodus)                                           | Nominiert |
| 2018 | SXSW Gaming Awards                | Excellence in Multiplayer (Exzellenter Mehrspielermodus)                                                                          | Nominiert |
| 2018 | SXSW Gaming Awards                | Excellence in Gameplay (Exzellentes Spielverfahren)                                                                               | Nominiert |
| 2018 | Golden Joystick Awards            | Spiel des Jahres, bestes kompetitives Spiel                                                                                       | Gewonnen  |
| 2018 | Golden Joystick Awards            | Mobiles Spiel des Jahres | Nominiert |
| 2018 | Gamer's Choice Awards 2018        | Beliebteste Spiel, Beliebteste Multiplayer-Spiel, Beliebteste E-Sport-Spiel, Beliebteste Battle-Royale-Spiel                      | Gewonnen  |
| 2018 | Australian Games Awards           | Handheld-Titel des Jahres, Shooter des Jahres, Spiel des Jahres                                                                   | Nominiert |
| 2018 | Australian Games Awards           | Mehrspieler-Titel des Jahres | Gewonnen  |
| 2018 | The Game Awards                   | Bester Mehrspieler, bestes laufendes Spiel                                                                                        | Gewonnen  |
| 2018 | The Game Awards                   | bestes Mobile Game, bestes E-Sport-Spiel                                                                                          | Nominiert |
| 2018 | Teen Choice Award                 | bestes Spiel | Gewonnen  |
| 2018 | BBC Radio 1 Teen Awards           | Bestes Spiel | Gewonnen  |
| 2019 | D.I.C.E. Awards                   | Online-Spiel des Jahres | Gewonnen  |
| 2019 | SXSW Gaming Awards                | exzellenter Mehrspieler, überzeugendster neuer E-Sport-Titel                                                                      | Gewonnen  |
| 2019 | British Academy Games Awards      | mobiles Spiel des Jahres | Nominiert |
| 2019 | British Academy Games Awards      | Aufsteigendes Spiel | Gewonnen  |
| 2019 | Webby Awards                      | Bestes Mehrspieler-Spiel | Gewonnen  |
| 2019 | Game Critics Awards               | Bestes laufendes Spiel | Nominiert |
| 2019 | Golden Joystick Awards            | Still Playing | Nominiert |
| 2019 | Golden Joystick Awards            | E-Sport-Spiel des Jahres | Gewonnen  |
| 2019 | The Game Awards                   | Bestes laufendes Spiel | Gewonnen  |
| 2019 | The Game Awards                   | Bester Community-Support, Bestes E-Sport-Spiel, bestes E-Sport-Event                                                              | Nominiert |
| 2020 | British Academy Games Awards      | Aufsteigendes Spiel | Nominiert |
| 2020 | Kids’ Choice Awards               | Favorisiertes Computerspiel | Nominiert |
| 2021 | The Game Awards                   | Bestes laufendes Spiel, bester Community-Support                                                                                  | Nominiert |
| 2022 | The Game Awards                   | Bestes laufendes Spiel, bester Community-Support                                                                                  | Nominiert |

### Kritik

#### Altersfreigabe und Jugendschutz
Die ursprünglich veröffentlichte Einzelhandels-Fassung mit ausschließlich kooperativem „Save the World“-Modus (dt. „Rette die Welt“) erhielt in Deutschland im Mai 2017 eine Altersfreigabe durch die Unterhaltungssoftware Selbstkontrolle (USK) ab 12 Jahren.
Aufgrund der hohen Popularität des Spiels bei Kindern und Jugendlichen wird auch das damit einhergehende Suchtpotenzial bzw. die Gefahr auf Vernachlässigung anderer Tätigkeiten und die Verharmlosung von Gewalt in dem Spiel von einigen Medien kritisiert. Die Gewaltdarstellung sei im Vergleich zu anderen Spielen, die in dem Alter gespielt werden, außerdem deutlich harmloser.

#### Suchtgefahr
In der kanadischen Provinz Québec wurde im Oktober 2019 eine Sammelklage gegen Epic Games eingereicht, weil Fortnite nach Meinung der Antragsteller süchtig machend entworfen wurde und den Verbraucher hiervor nicht ausreichend warnt. Die Klage wurde von zwei Minderjährigen (heute 10 und 15 Jahre) wegen bereits eingetretener Sucht ins Laufen gebracht. Konkreteres über die Forderungen der Kläger, das Verhalten der Eltern u. Ä. ist noch nicht bekannt. Außerdem verbietet das Gesetz in der Provinz die gezielte Werbung für Kinder unter 13 Jahren mit süchtigmachendem Inhalt und hat rigidere Verbraucherschutzgesetze als die übrigen Provinzen des Landes, was das Urteil negativ für Epic Games beeinflussen kann.
Fortnite kann vor allem Kinder und Jugendliche süchtig machen, da diese allgemein anfälliger für eine Spielsucht sind. Eine solche kann zu einer Vernachlässigung anderer Tätigkeiten führen. Nach Meinung einiger Medien sei es Aufgabe der Erziehungsberechtigten, die Heranwachsenden über die Gefahren des Internets und einer Computersucht aufzuklären, gegebenenfalls einzugreifen und nicht das Spiel selbst für ein Suchtverhalten verantwortlich zu machen. Einige nach Fortnite süchtige Patienten befinden sich in einer Verhaltenstherapie wegen ihrer Computerspielsucht, die überwiegend auf dem Belohnungs- und Levelsystem im Spiel basiert.

#### Strafzahlung FTC
Der Hersteller Epic Games wurde durch die US-amerikanische FTC im Dezember 2022 zu einer Geldstrafe von 520 Millionen US-Dollar aufgefordert. Dieser Forderung will Epic Games nachkommen, um die Vorwürfe gegen sich beizulegen. Die Vorwürfe der FTC gegen Epic Games sind das illegale Verwenden persönlicher Daten von Kindern unter 13 Jahren, das Fördern von Spielsucht und Spieler zu Käufen zu verleiten. Zum Beleg dieser Annahmen hatte auch eine Studie aus Deutschland beigetragen, die an der Europa-Universität Viadrina entstanden ist und sich unter anderem mit der in Fortnite genutzten Geldillusion beschäftigt hat. Experten des Instituts für Ludologie beurteilten die Strafzahlungen als gerechtfertigt.

#### Sicherheitslücken
Die Softwarefirma Check Point stellte im Januar 2019 fest, dass es eine Sicherheitslücke in Epics Login-Prozess gibt, die es ermöglicht Spiele-Accounts zu übernehmen und den Sprachchat abzuhören. Die Entwickler wurden gewarnt und die Lücke behoben. Durch die große Nutzerzahl mit vielen privaten Daten und Zahlungsinformationen sei das Spiel ein attraktives Ziel für Hacker. Die junge Zielgruppe kann auch anfälliger auf Social-Engineering-Angriffe reagieren, als erfahrenere Nutzer.

#### Verbote oder Einschränkungen von Regierungen
In Indien, Nepal und Irak wurden Battle-Royale-Spiele wie PlayerUnknown’s Battlegrounds und Fortnite verboten, da sie als jugendgefährdend oder gegen staatliche Werte verstoßend eingestuft wurden. In China wurde das Spiel im November 2021 vom Entwickler zurückgezogen.

#### Entfernungen aus den App-Stores und Klage gegen Apple und Google
Anfang August 2020 entfernte Apple das Spiel aus dem App Store, Google kurze Zeit später aus dem Play Store. Grund hierfür sei, dass sich Epic Games nicht an die Abgabenordnung von 30 % Provision an die Stores durch InGame-Verkäufe gehalten hat und diese Regelung durch das neu eingeführte eigene Bezahlsystem Epic Direct Payment umging. Epic Games verklagte daraufhin Apple und Google wegen Gefährdung des Wettbewerbs durch Ausnutzen einer Monopolstellung. Dies sei besonders in Apples Fall problematisch, da der App Store auf iOS-Geräten ohne Jailbreak die einzige Bezugsquelle für Anwendungen ist. Ebenfalls lebt Fortnite als Games-as-a-Service-Spiel von Spieleupdates, die am schnellsten und automatisch durch die jeweiligen Stores bereitgestellt werden können. Nach Angaben von Epic Games zählte Fortnite zu dem Zeitpunkt 116 Millionen Spieler auf iOS-Geräten.
Parallel dazu rief Epic Games mit dem Hashtag #FreeFortnite zum Protest auf und veröffentlichte ein Fortnite-Machinima mit Anspielungen auf George Orwells dystopischen Roman 1984 sowie auf einen Werbespot zum 1984 veröffentlichten Macintosh von Apple. Daraufhin kündigte Apple an, Entwicklerschnittstellen für Epics Unreal Engine einzustellen, einer der führenden Spiele-Engines, woraufhin Epic Games eine Einstweilige Verfügung einreichte. Ein kalifornisches Gericht entschied am 24. August 2020, dass Apple den Zugang zur Unreal Engine nicht verwehren darf, der Ausschluss von Fortnite aus dem App Store jedoch rechtmäßig sei. Am 28. August 2020 schloss Apple alle Entwicklerkonten und Apps im App Store von Epic Games und das Crossplay zu iOS-Geräten wurde eingestellt. Für macOS werden aufgrund des Rechtsstreits seit Mitte September 2020 keine Updates mehr bereitgestellt und der Rette-die-Welt-Modus für die Mac-Version eingestellt. Apple kritisierte den Rechtsstreit als mediale Werbung, um das Spiel populärer zu machen. Ein erstes Urteil gab Apple in neun von zehn Anklagepunkten Recht. Somit bleibt Fortnite weiterhin aus dem App Store verbannt. Seit dem 16. August 2024 ist Fortnite in der EU wieder auf IOS-Geräten verfügbar, da Apple durch den neuen Digital Markets Act (DMA) dazu gezwungen ist, Downloads auch außerhalb des App-Stores zuzulassen bzw. zu ermöglichen. Über den App-Store ist es weiterhin nicht möglich, Fortnite auf IOS-Geräten zu installieren.